# Pudim de sagu
O pudim de sagu é um pudim doce feito ao ferver sagu com água ou leite e adicionando açúcar e, por vezes, outras especiarias. É feito em várias culturas numa multitude de estilos diferentes devido à sua flexibilidade culinária. No sudeste da Ásia, especialmente na Indonésia e na Malásia, é produzida a maior parte do sagu.
Típico da Malásia, o sagu gula melaka é uma forma alternativa de confeccionar o pudim de sagu. É feito fervendo o sagu de pérola em água, adicionando no final açúcar de palma e óleo.
Na Nova Guiné, o pudim de sagu é uma iguaria popular.
No Reino Unido, o pudim de sagu é geralmente feito ao ferver sagu de pérola em conjunto com açúcar no leite até que as pérolas do sagu se tornem claras. De seguida, engrossa-se as pérolas com ovos ou farinha de milho. Dependendo das proporções usadas, pode variar entre uma consistência líquida e uma bastante espessa, possivelmente semelhante ao pudim de tapioca ou arroz doce. Também no Reino Unido, o pudim de sagu é frequentemente referido como "desova de rã" (frog spawn), pois é feito com sagu de pérola, ingrediente que se assemelha aos ovos de uma rã. O pudim de tapioca é semelhante, pois também pode ser feito com tapioca pérola. Por vezes, também é chamado de "desova de rã", mas, no norte, é geralmente feito com tapioca em flocos, o que resulta em uma consistência mais fina e granulada.